# Pelidnota egana
Pelidnota egana är en skalbaggsart som beskrevs av Ohaus 1912. Pelidnota egana ingår i släktet Pelidnota och familjen Rutelidae. Inga underarter finns listade i Catalogue of Life.